# چارلز وینزلوو
 چارلز وینزلوو (انگلیسی: Charles Winslow؛ زاده ۱ اوت ۱۸۸۸ درگذشته ۱۵ سپتامبر ۱۹۶۳) یک تنیس‌باز اهل آفریقای جنوبی بود.